# ヨン・ファン・デン・ブロム
ヨン・ファン・デン・ブロム（John van den Brom、1966年10月4日 - ）は、オランダ・アメルスフォールト出身の元サッカー選手、現サッカー指導者。元オランダ代表。選手時代のポジションはMF。

## 経歴

### 選手経歴
地元アメルスフォールトにあるアマチュアクラブのAPWCからデビューし、1986年にプロクラブのフィテッセに加入した。デビューシーズンとなった1986-87シーズンにはエールステ・ディヴィジ（2部）で36試合に出場して17得点を挙げ、1988-89シーズン終了後にエールディヴィジ（1部）昇格を果たした。1989-90シーズンはエールディヴィジ初参戦ながら14得点を挙げる活躍を見せ、7シーズンを過ごしたフィテッセでは5シーズンで二桁得点を記録するなど、計225試合に出場して80得点を挙げた。1993年に強豪アヤックスに移籍し、2シーズンプレーする間にヨハン・クライフ・スハール、エールディヴィジ、UEFAチャンピオンズリーグなどのタイトルを獲得した。1995年、トルコのイスタンブールスポルに移籍したが、わずか1シーズンでオランダに帰国し、古巣フィテッセで2001年までプレーした。2002年から2003年にはデ・フラーフスハップでプレーし、2003年に現役引退した。
オランダ代表としては、8-0で勝利したマルタ共和国戦と6-0で勝利したサンマリノ戦に出場して1得点した。

### 指導者経歴
現役引退後にはデ・フラーフスハップのヘッドスカウトに就任し、アマチュアクラブのBennekomで監督を務めた。2004年にはAFCアヤックスのBチーム（ヨング・アヤックス）の監督に就任し、2007年まで監督を務めた。2007年から2010年まではエールステディヴィジのAGOVVアペルドールンの監督を務め、2009-10シーズン終了後の昇格プレーオフを制してエールディヴィジ昇格を果たした。2010年5月、エールディヴィジのADOデン・ハーグ監督に就任。2010-11シーズンはUEFAヨーロッパリーグ出場権を獲得した。2011年6月、古巣フィテッセの監督に就任し、2011-12シーズンは再びUEFAヨーロッパリーグ出場権獲得に導いた。2012年5月29日、ジュピラープロリーグのRSCアンデルレヒト監督に就任した。
2020年11月、KRCヘンクの監督に途中就任すると、その2020-21シーズンのベルギーカップ決勝戦でスタンダール・リエージュを2-1で破り、クラブに8シーズンぶりのタイトルをもたらした。

## 監督成績
2021年12月5日現在
| クラブ         | 国                 | 就任          | 退任          | 記録 | 記録 | 記録 | 記録 | 記録   |
| クラブ         | 国                 | 就任          | 退任          | 試   | 勝   | 分   | 敗   | 勝率   |
| -------------- | ------------------ | ------------- | ------------- | ---- | ---- | ---- | ---- | ------ |
| アペルドールン | オランダの旗       | 2007年7月1日  | 2010年6月30日 | 120  | 45   | 22   | 53   | 037.50 |
| デン・ハーグ   | オランダの旗       | 2010年7月1日  | 2011年6月29日 | 40   | 20   | 7    | 13   | 050.00 |
| フィテッセ     | オランダの旗       | 2011年7月1日  | 2012年5月30日 | 42   | 20   | 9    | 13   | 047.62 |
| アンデルレヒト | ベルギーの旗       | 2011年7月1日  | 2012年5月30日 | 98   | 54   | 18   | 26   | 055.10 |
| AZ             | オランダの旗       | 2014年9月29日 | 2019年6月30日 | 216  | 116  | 41   | 59   | 053.70 |
| ユトレヒト     | オランダの旗       | 2019年7月1日  | 2020年11月9日 | 40   | 20   | 9    | 11   | 050.00 |
| ヘンク         | ベルギーの旗       | 2020年11月9日 | 2021年12月6日 | 65   | 30   | 13   | 22   | 046.15 |
| タアーウン     | サウジアラビアの旗 | 2022年3月31日 | 2022年5月7日  | 7    | 2    | 1    | 4    | 028.57 |
| レフ・ポズナン | ポーランドの旗     | 2022年6月19日 |               | 0    | 0    | 0    | 0    | —      |
| 合計           | 合計               | 合計          | 合計          | 628  | 307  | 120  | 201  | 048.89 |

## タイトル

### 選手時代
フィテッセ
- エールステディヴィジ：1回（1988-89）

アヤックス・アムステルダム
- エールディヴィジ：1回（1993-94、1994-95）
- ヨハン・クライフ・スハール：1回（1993、1994）
- UEFAチャンピオンズリーグ：1回（1994-95）

### 指導者時代
RSCアンデルレヒト
- ジュピラー・プロ・リーグ：1回（2012-13）
- ベルギー・スーパーカップ：2回（2012、2013）

KRCヘンク
- ベルギーカップ：1回（2020-21）